# جورج طومسون (كرة سلة)
جورج طومسون (بالإنجليزية: George Thompson)‏ مواليد 29 نوفمبر 1947 في بروكلين، نيويورك، هو لاعب كرة سلة أمريكي سابق. بدأ مسيرته الاحترافية في سنة 1969. تم اختياره من قبل فريق بوسطن سيلتكس خلال الدرافت. لعب مع ميلووكي باكز. يبلغ طوله 6 قدم 2 بوصة (1.9 م). اعتزل اللعب في 1975.

## روابط خارجية
- جورج طومسون على موقع إن بي أي (الإنجليزية)
- جورج طومسون على موقع سبورتس رفرنس (الإنجليزية)
- جورج طومسون على موقع كلية كرة السلة في سبورتس رفرنس.كوم (الإنجليزية)
- جورج طومسون على موقع ريلجم (الإنجليزية)
- جورج طومسون على موقع بروبوليرز (الإنجليزية)